# 빌 잉그볼

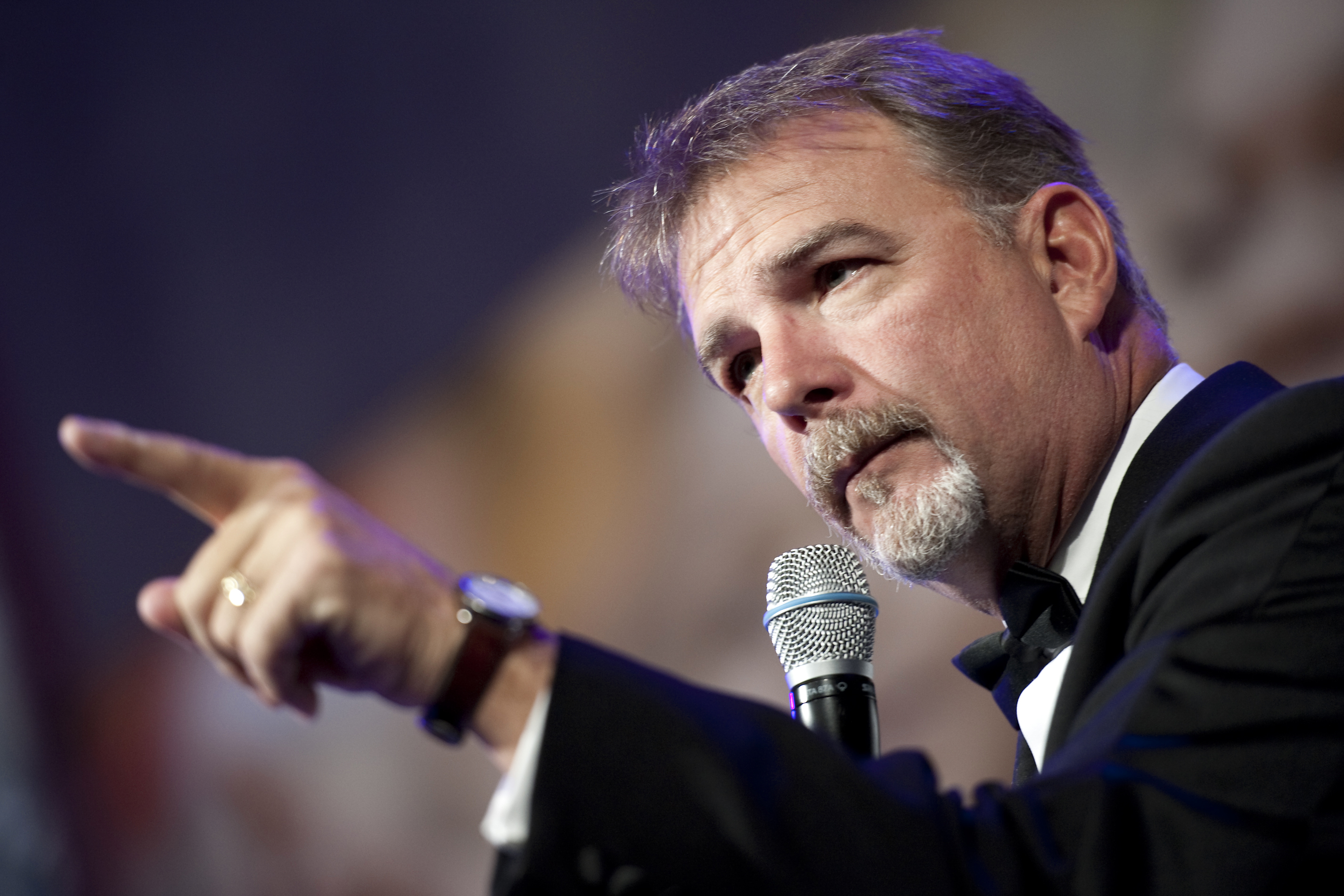

빌 잉볼(Bill Engvall, 1957년 7월 27일 ~ )은 미국의 배우, 작곡가 겸 작사가, 가수이다.
갤버스턴에서 태어났다.

## 출연 작품
- 킬러 노블레스 클럽 (2018년) - 플래쉬 역
- 더 네이버 (2016년)
- 미스터 인빈시블 (2016년)
- 믿음의 승부 (2015년) - 코치 Z 역
- Kiss At Pine Lake (2012)
- 블루 콜러 코미디: 텐 이어스 오브 퍼니 (2010년) - 본인 역
- 올스 페어 인 러브 (2009년)
- 델타 파스 (2007년) - 빌 역
- 블루 콜러 TV (2004년) - 베어리어스 / 역
- 블루 칼라 코미디 투어 (2003년)
- 낫 포 퍼블리케이션 (1984년)

### 텔레비전
- 더 빌 잉볼 쇼 (2007-09, The Bill Engvall Show)